# Maison des arts (Petrograd)

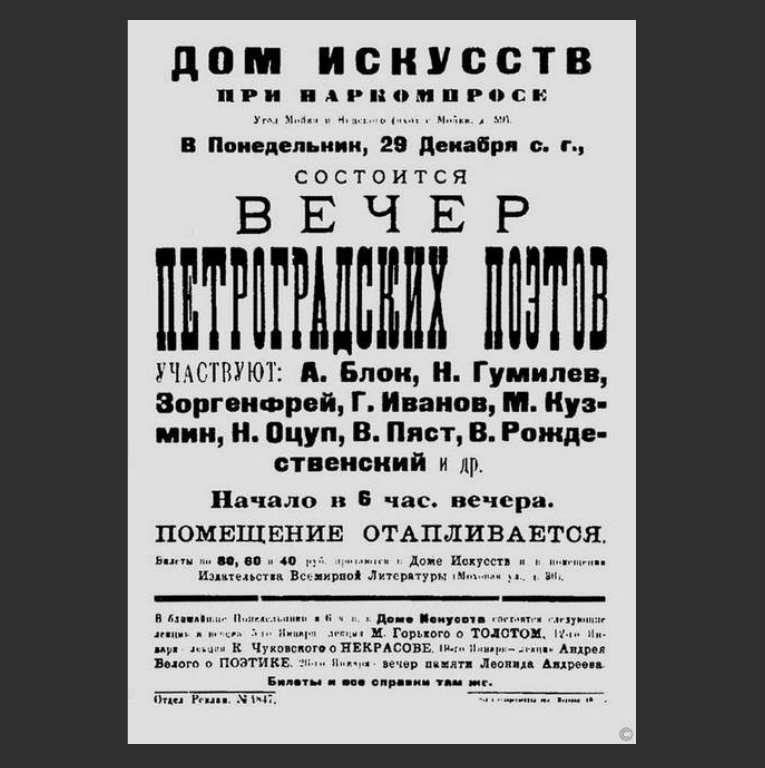
Affiche pour une soirée des poètes à la Maison des arts le lundi 29 décembre 1920. Apparaissent les noms de d'Alexandre Blok, Nikolaï Goumilev, Gueorgui Ivanov,, Mikhaïl Kouzmine, Nikolaï Otsoup, Vladimir Piast et.

La Maison des arts (russe : Дом искусств) est une organisation russe d'artistes, créée à Petrograd sur l'initiative de Maxime Gorki en 1919, ou, selon Nikolaï Tchoukovski, par son père Korneï Tchoukovski.

## Historique
La Maison des arts a été ouverte le 19 novembre 1919, dans le bâtiment de la maison Tchitcherine, au coin de la perspective Nevski (maison 15) et de la Moïka (maison 59), au Pont Vert. Elle existera en tant qu'organisation jusqu'en 1923. Elle est dirigée par un conseil composé notamment d'Anna Akhmatova, Georges Annenkov, Akim Volynski, Mstislav Doboujinski, Ievgueni Zamiatine, Kouzma Petrov-Vodkine, et Vladimir Chtchouko.
Elle a pour mission d'organiser des soirées, des concerts, des expositions et des éditions. Son collègue éditorial comprend en 1921 Maxime Gorki, Alexandre Blok et Korneï Tchoukovski. Il publie deux recueils sous le titre de Maison des arts («Дом искусств»). Korneï Tchoukovski, Ievgueni Zamiatine, Nikolaï Goumilev, Mikhaïl Lozinski, Victor Chklovski, Boris Eichenbaum, les Frères Sérapion, Konstantin Fedine, Viatcheslav Ivanov, Benjamin Kaverine, Mikhaïl Zochtchenko et d'autres ont à un moment ou un autre participé à ses travaux littéraires.
Elle est décrite dans le roman d'Olga Forche, La Nef des fous («Сумасшедший корабль», 1933), dans les mémoires de Korneï Tchoukovski, de Vsevolod Rojdestvenski (ru), de Mikhaïl Slonimski et de Vladislav Khodassevitch. En 1922, dans une lettre à Alexis Tolstoï, Tchoukovski la qualifie de « cloaque » :

« Tous y font courir les pires rumeurs, se détestent les uns les autres, intriguent, fainéantent — émigrants, émigrants ! N'importe qui y parasite avec une très grande légèreté Volynski ou Tchoudovski. On touche ses rations, on s'assied, on n'écrit rien et on appelle à la mort du pouvoir soviétique». »

Le 3 août 1921, Nikolaï Goumiliov y est arrêté. Il est exécuté quelques jours plus tard par la Tchéka.